# صليبي الظاهر
سليبي الظاهر أو صليبي الظاهر (تُوفي في عام 1773) كان ملتزم (جابي ضرائب) في طبرية الفلسطينية في منتصف القرن الثامن عشر ، خلال الحكم العثماني. عينه والده ظاهر العمر لهذا المنصب، وقد كان والده حاكمًا مُستقلًّا تقريبا في شمال فلسطين. كان الابن الأكبر للظاهر عمر ويُعرف عموما بأنه ابنه الأكثر ولاءً ومع ذلك، انضم إلى إخوته عثمان وأحمد وسعيد في تمرد ضد والدهم، حيث هُزموا.
قاد صليبي فرقة من قوات الظاهر لدعم مساعي علي بك الكبير لاستعادة السيطرة على مصر من أبي الذهب. ومع ذلك، هُزمت قوات صليبي وعلي بك بشكل حاسم، وقُتل صليبي في المعركة. لقد حزن زهير على وفاة ابنه وعندما سمع الخبر انهار على الأرض وصرخ "من هذا اليوم أنا هالك". وخلف صليبي أخوه أحمد الظاهر كملتزم طبرية.

## فهرس
- Joudah، Ahmad Hasan (1987). Revolt in Palestine in the Eighteenth Century: The Era of Shaykh Zahir Al-ʻUmar. Kingston Press. ISBN:9780940670112. مؤرشف من الأصل في 2024-12-25.
- Philipp، Thomas (2013). Acre: The Rise and Fall of a Palestinian City, 1730-1831. Columbia University Press. ISBN:9780231506038. مؤرشف من الأصل في 2024-12-26.
- Sabbagh، Karl (2008). Palestine: History of a Lost Nation. Grove/Atlantic, Inc. ISBN:9781555848743. مؤرشف من الأصل في 2022-09-12.

| سبقه ظاهر العمر | ملتزم طبرية 1750s-1773 | تبعه أحمد الظاهر |